# Сомали на летних Олимпийских играх 2008
Сомали принимала участие в Летних Олимпийских играх 2008 года в Пекине (Китай) в восьмой раз за свою историю, но не завоевала ни одной медали. Сборную страны представляли два легкоатлета, знаменосцем сборной был тренер сборной Дюран Фарах.

## Лёгкая атлетика
| Спортсмен              | Дисциплина      | Квалификация | Квалификация | Полуфинал             | Полуфинал             | Финал                 | Финал                 |
| Спортсмен              | Дисциплина      | Время        | Место        | Время                 | Место                 | Время                 | Место                 |
| ---------------------- | --------------- | ------------ | ------------ | --------------------- | --------------------- | --------------------- | --------------------- |
| Абдинасир Саид Ибрагим | Мужчины, 5000 м | 14:21.58     | 12           | н/д                   | н/д                   | Завершил выступления  | Завершил выступления  |
| Самия Юсуф Омар        | Женщины, 200 м  | 32.16        | 8            | Завершила выступления | Завершила выступления | Завершила выступления | Завершила выступления |